# Syndactyla guttulata
El ticotico goteado (Syndactyla guttulata) es una especie de ave paseriforme de la familia Furnariidae, perteneciente al género Syndactyla. Es endémico del norte de Venezuela.

## Distribución y hábitat
Se distribuye en la cordillera de la Costa y en las montañas del noreste de Venezuela.
Esta especie es considerada poco común en su hábitat natural, el sotobosque de bosques húmedos montanos entre los 800 y los 2100 m de altitud.

## Sistemática

### Descripción original
La especie S. guttulata fue descrita por primera vez por el zoólogo británico Philip Lutley Sclater en 1858 bajo el nombre científico Anabazenops guttulatus; su localidad tipo es: «cerca de Caracas, Venezuela».

### Etimología
El nombre genérico femenino «Syndactyla» deriva del griego «sun»: juntos, y «daktulos»: dedos; significando «con los dedos juntos»; y el nombre de la especie «guttulata», proviene del latín moderno «guttulatus»: punteado, goteado.

### Taxonomía
La presente especie es hermana de Syndactyla ucayalae y S. striata. La identidad de la población de la Sierra de San Luis (Falcón) es incierta, se piensa que pertenezca a la subespecie nominal.

### Subespecies
Según las clasificaciones del Congreso Ornitológico Internacional (IOC) y Clements Checklist v.2018, se reconocen dos subespecies, con su correspondiente distribución geográfica:
- Syndactyla guttulata guttulata (P.L. Sclater, 1858) – norte de Venezuela en el centro de Falcón (Sierra de San Luis) y cordillera de la Costa (Yaracuy, Carabobo al este hasta el Distrito Federal, sur de Aragua).
- Syndactyla guttulata pallida J.T. Zimmer & Phelps, Sr, 1944 – montañas del noreste de Venezuela (noreste de Anzoátegui, Sucre, norte de Monagas).